# Eilean nan Deargannan
Eilean nan Deargannan est une île du Loch Lomond, en Écosse. Elle se situe entre le hameau d'Inverbeg (en) et le hameau de Rowardennan (en).

## Toponymie
Eilean nan Deargannan signifie l'« Île des Puces » en gaélique écossais.

## Description
L'île, inhabitée et recouverte d'arbres, mesure environ 80 mètres de longueur ; son point culminant est à 6 mètres.